# Орлов Олександр Сергійович (футболіст)
Олександр Сергійович Орлов (рос. Александр Сергеевич Орлов; нар. 24 грудня 1922, Саратов, РРФСР — пом. 13 серпня 2007, Таганрог, Ростовська область, Росія) — російський радянський футболіст, нападник.

## Життєпис
За кар'єру виступав в радянських командах «Крила Рад» (Куйбишев), «Харчовик» (Астрахань), «Динамо» (Саратов), «Шахтар» (Сталіно), «Торпедо» (Москва), «Зеніт» (Ленінград), «Спартак» (Москва), «Трактор» (Таганрог) і «Труд» (Біла Калитва).
За «Зеніт» виступав у 1949 році: у 22 матчах забив 11 м'ячів, ставши найкращим бомбардиром команди в сезоні. 2 червня в матчі проти московського «Спартака» (5:0) і 3 липня в матчі проти ЦБЧА (3:3) оформив по хет-трику. У вересні отримав травму і за команду більше не грав.
За «Спартак» (Москва) провів один матч 18 червня 1950 року, вийшовши на заміну в домашній грі чемпіонату СРСР з «Шахтарем» (Сталіно), матч завершився нічиєю з рахунком 1:1.
Після закінчення кар'єри проживав у Таганрозі, тренував у ДОСШ-3, працював двірником.